# 리바이 밀러
리바이 밀러(Levi Miller, 2002년 9월 30일 ~ )는 오스트레일리아의 배우이다.
그는 2015년 영화 팬(2015)에서 피터팬 역할로 데뷔하였다. 밀러는 그린슬로프에서 자랐고, 두명의 누나 티아니와 브리타니가 있다. 그는 홀랜드 파크 주립학교에 다녔다. 밀러는 2014년에 초등학교를 졸업하고 브리즈번에 있는 사립고등학교에 다닌다. 이전에 밀러는 세바스찬 그레고리, 이사벨 루카스, 윌리엄 자파와 영화 하트비트 어웨이(2012)에 출연했고, 아키바(2010), 그레이트 어드벤쳐(2012)와 같은 단편영화에도 출연했다. 또한 그는 랄프 로렌 키즈 모델이다.

## 작품 목록
| 영화   | 영화               | 영화               | 영화                             |
| 연도   | 제목               | 역할               | 비고                             |
| ------ | ------------------ | ------------------ | -------------------------------- |
| 2010   | 아키바             | Lavi               | 단편                             |
| 2011   | 하트비트 어웨이    | 낚시하는 아이      |                                  |
| 2012   | 그레이트 어드벤쳐  | 어린 빌리          | 단편                             |
| 2015   | 팬                 | 피터팬             |                                  |
| 2016   | 재스퍼 존스        | 찰리 벅틴          |                                  |
| 2016   | 베러 와치 아웃     | 루크               |                                  |
| 2016   | Red Dog: True Blue | 믹                 |                                  |
| 2017   | American Exit      | 레오               |                                  |
| 2018   | 시간의 주름        | 캘빈 오키프        |                                  |
| 미정   | 스트림라인         |                    |                                  |
| 카메오 |                    |                    |                                  |
| 연도   | 제목               | 역할               | 비고                             |
| 2011   | 테라 노바          | 필브릭 장군 (아역) | "Vs."                            |
| 2015   | 슈퍼걸             | 카터 그랜트        | Episode 5: "How Dose She Do It?" |